# 足底筋膜炎
足底筋膜炎（英語：Plantar fasciitis），又稱跑者足（jogger's heel），是一種發生在支撐足弓的結締組織著骨點（肌腱和韌帶附著於骨頭處）病變。患者會有腳跟或腳底疼痛，每天起床或是休息後開始走路的第一步，症狀最嚴重。若將腳掌及腳趾向脛骨方向彎曲（背屈），也會引發疼痛。一般症狀都是緩慢漸進出現，且約三分之一的患者雙腳都有類似症狀。
足底筋膜炎的成因尚未完全明朗。危險因子包含過度使用（例如久站）、運動量增加和肥胖。同時也和足部向內翻轉、跟腱緊繃和缺乏運動的生活模式有關。雖然常常伴隨有跟骨骨刺，但還不清楚它是否與足底筋膜炎變因有關。足底筋膜炎是韌帶附著在骨頭上的位置出問題（著骨點病變），特徵是微撕裂傷、膠原蛋白崩解及產生疤痕組織。由於發炎跟此病的關聯性很低或無關，許多人認為應更名為足底筋膜病變。診斷主要是根據症狀及體徵，偶爾需要超音波檢查輔助診斷。其他有類似症狀的疾病包括骨關節炎、僵直性脊椎炎、足跟墊症候群和反应性关节炎。
大部分足底筋膜炎的患者，其症狀通常能隨著時間以及保守治療而改善。發病後數週內，一般建議多休息、改變活動方式、服用止痛藥及拉筋。如果改善有限，可以考慮接受物理治療、使用矯具、採用副木夾板、注射類固醇等選項。如果上述方式皆無效，能試以體外震波療法或手術等方式治療。
介於 4—7% 的一般大眾終其一生，在某段時間會有腳跟痛，其中約八成就是足底筋膜炎。概略而言，近一成的人一輩子在某個時間點會罹患足底筋膜炎。這情況通常隨年齡增加而更普遍，但是否與性別有關則不確定。

## 症狀及體徵
足底筋膜炎發作時，痛感以劇烈疼痛為主，通常（約七成）只影響單側的腳。在長時間休息後，腳跟突然承受重量會更痛。患者通常表示起床或久坐後，開始走路的頭幾步症狀最嚴重。若繼續走路，症狀通常會緩解。極少，但可能的症狀包括：麻木、刺痛、水腫或放射性疼痛。通常不會發燒或夜間盜汗。
患病後，若仍過度使用足底筋膜，足底筋膜可能破裂。足底筋膜破裂的典型症狀有活動時出現奇怪的聲音（滴搭聲或是劈啪聲）、局部出現明顯腫脹及足底的急性劇痛。

## 風險因子
已知的危險因子有過度跑步、長時間站在堅硬的地面、高足弓、長短腳或扁平足。扁平足患者走路及跑步時，易產生過度足內翻，因此更容易發生足底筋膜炎。另有一個獨立危險因子是肥胖，發生足底筋膜炎的患者七成有肥胖症。
可能的病因是某種生物力學上的失衡，使足底筋膜承受的壓力增加。
研究顯示在非運動員群體，身高體重指數（BMI）增加與罹患足底筋膜炎的關係密切；然而，在運動員群體，卻沒有這種關聯。跟腱緊繃與穿著不合腳的鞋子亦被視為重要的危險因子之一。

## 病理生理學

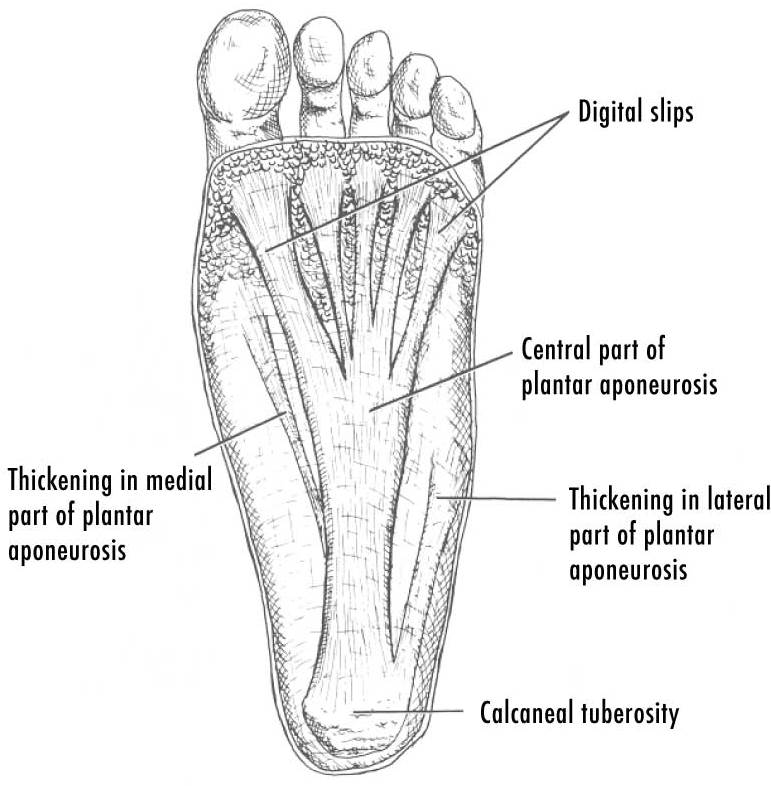
足底筋膜簡圖

目前對造成足底筋膜炎的原因仍知之甚少，但公認有幾個可能的肇因。足底筋膜是厚實的結締組織形成的纖維帶，位置是從內側結節與跟骨的前部開始，沿腳底延伸至腳趾底部，具有支撐足弓的功能。
以往曾認為足底筋膜炎是足底筋膜的發炎反應，不過近期研究觀察到的顯微組織變化，不是發炎反應的結果，而是足底筋膜的非發炎性結構破壞。
由於對足底筋膜炎制病機轉認知的轉變，許多醫學學術社群提議應更名為足底筋膜病變（plantar fasciosis）。一般認為足底筋膜結構病變是由反覆地微小創傷引起。足底筋膜的顯微鏡檢變化包括黏液性退化、結締組織鈣化及膠原纖維組織雜亂失序。
破壞足底筋膜在站立和步行時的正常機械性運動（絞盤機制，Windlass mechanism），使腳跟跟骨結節承受比平常更大的作用力，與足底筋膜炎發病有關。其他研究也認為，足底筋膜炎並非真的肇因於足底筋膜發炎，而可能是肌腱病變，包括屈趾短肌肌腱，它們在解剖構造上略為深於足底筋膜。

## 診斷

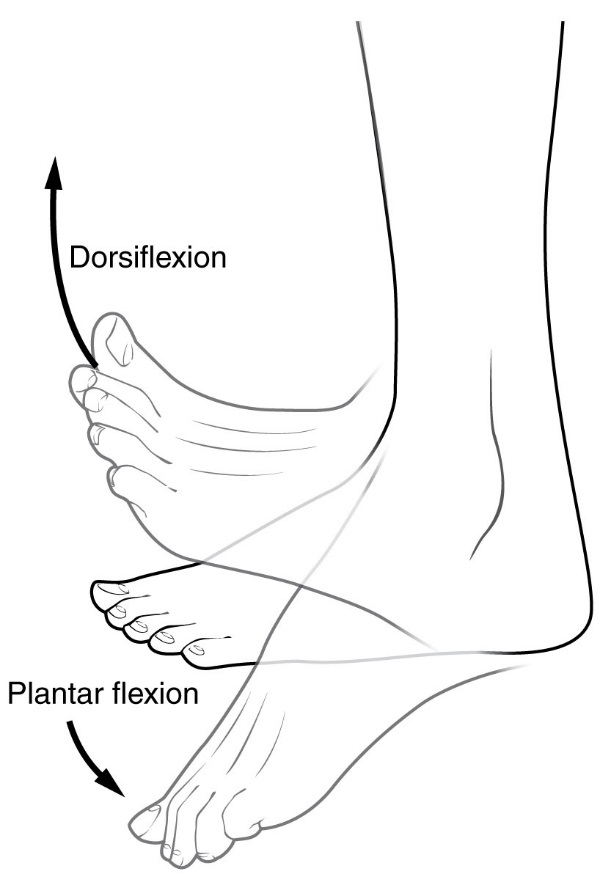
跟腱的緊繃是足底筋膜炎的危險因子之一，亦會造成腳板的背屈活動受限。

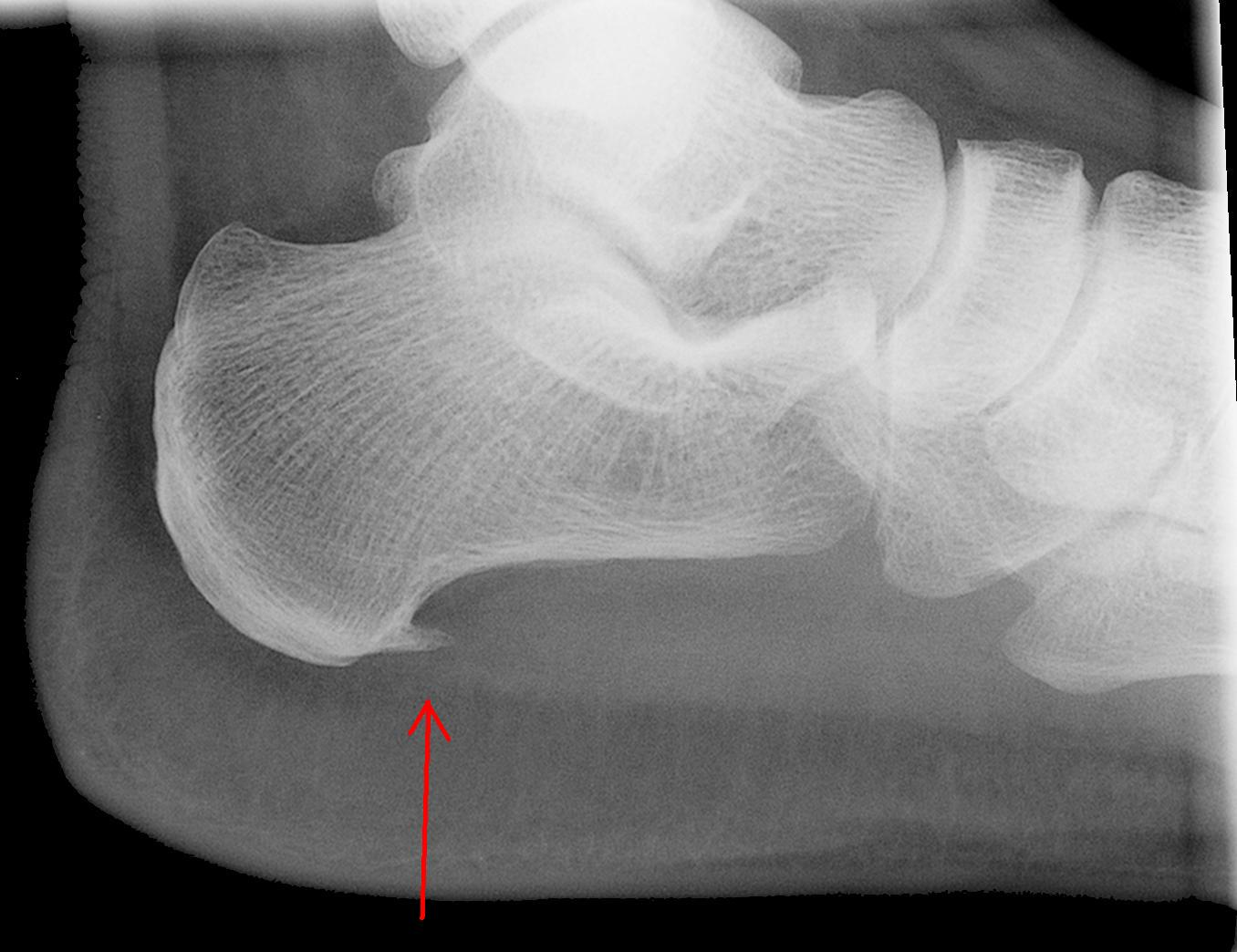
跟骨和跟骨骨刺（紅箭頭處）

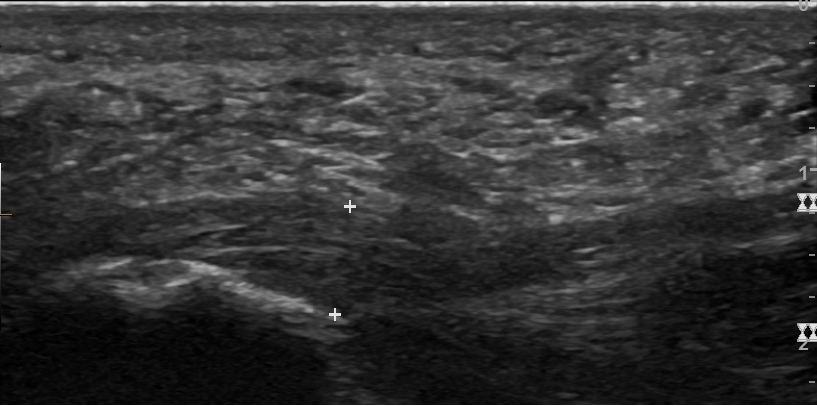
超音波檢查會看到足底筋膜增厚

足底筋膜炎通常是由醫事人員對病患的綜合評估診斷，包含病史、危險因子和臨床檢查。身體檢查時，足底跟骨內側一帶的觸診會使病患產生壓痛感。小腿後肌或跟腱緊繃，可能會造成腳板的背屈活動受限。腳掌往背側彎曲會拉扯足底筋膜，因此可能引起這樣的疼痛。 足底筋膜炎的診斷，通常並不需要進行影像檢查。然而，針對某些特別病情，醫師可能會採用影像檢查（如：X光、醫學超聲檢查或是核磁共振成像），藉此排除其它造成腳痛的嚴重病因。
如果足底筋膜疼痛對保守醫學治療反應不佳，需考慮其他典型的診斷，像骨折、腫瘤或全身性疾病。當病患出現雙側腳跟痛或全身性疾病同時合併腳跟痛時，就需進行更進一步的診斷檢查。這些情況，需考慮進行診斷性檢驗像是全血細胞計數或是血清學指標（與發炎、感染或自體免疫性疾病有關，如C反應蛋白、紅血球沉降率、抗核抗體、類風濕因子、HLA-B27、尿酸或萊姆病抗體）。此外，若出現神經方向的症狀，可以利用肌電圖檢查區分神經或肌肉的受損狀態。
在高達約50%的足底筋膜炎患者，意外發現跟骨骨刺（跟骨下緣的小型骨性鈣化）。此類患者，是足底筋膜炎造成腳跟疼痛，而非骨刺。產生腳跟骨刺的機制，與它對足底筋膜炎的臨床影響仍未明朗。

### 影像檢查
通常醫學影像並非必要程序，因檢查費用高昂，且治療方式並不會受影響。當臨床表現與診斷不吻合時，可以照腳踝的側面X光，確認是否另有腳跟疼痛的成因，例如疲勞性骨折或有骨刺產生。正常情況，足底筋膜由三束筋膜組成，最厚的中間那束約4mm，外側束厚約2mm，而內側那束厚度小於1mm。理論上，筋膜炎的可能性與筋膜厚度（筋膜附著於跟骨處）成正比，超音波檢查厚度大於 4.5mm 或核磁共振成像檢查厚度大於 4mm皆有助於診斷筋膜炎。然而，有症狀的患者，影像檢查未必呈現足底腱膜增厚；沒症狀的健康人，足跟影像反而出現增厚的現象，以上皆限制了影像檢查的實行性。
三相骨骼掃描（英語：Bone scintigraphy）能敏感地檢測到進行中的足底筋膜炎，甚至可用來追蹤治療成效（如：患部局部注射類固醇後，可以看到患部吸收放射性物質總量下降）。

### 鑑別診斷
腳跟疼痛的鑑別診斷非常多，病理診斷包括（但不是只有這些）：跟骨壓力性骨折、足底跟骨滑囊炎、骨關節炎、椎管狹窄影響到腰椎第五節或薦椎第一節的神經根、足跟脂肪墊症候群、甲狀腺機能低下症、血清陰性脊椎關節病變（如：反应性关节炎、僵直性脊椎炎）或類風濕性關節炎（更可能兩側腳跟都痛）、足底筋膜撕裂和壓迫性神經病變（如：跗骨隧道症候群或內側跟骨神經夾擠症）。
足底筋膜炎的診斷主要依據病患的病史和身體檢查。當醫生懷疑骨折、感染或是一些比較嚴重的病因時，會照一張X光輔助鑑別診斷。然而，特別是那些在工作時需要久站或久走的人們，並不建議使用X光篩檢足底筋膜炎，除非其它病情需要，不然根據醫療指引，這種情境進行X光檢查是非必要的醫療照護。

## 治療

### 非手術

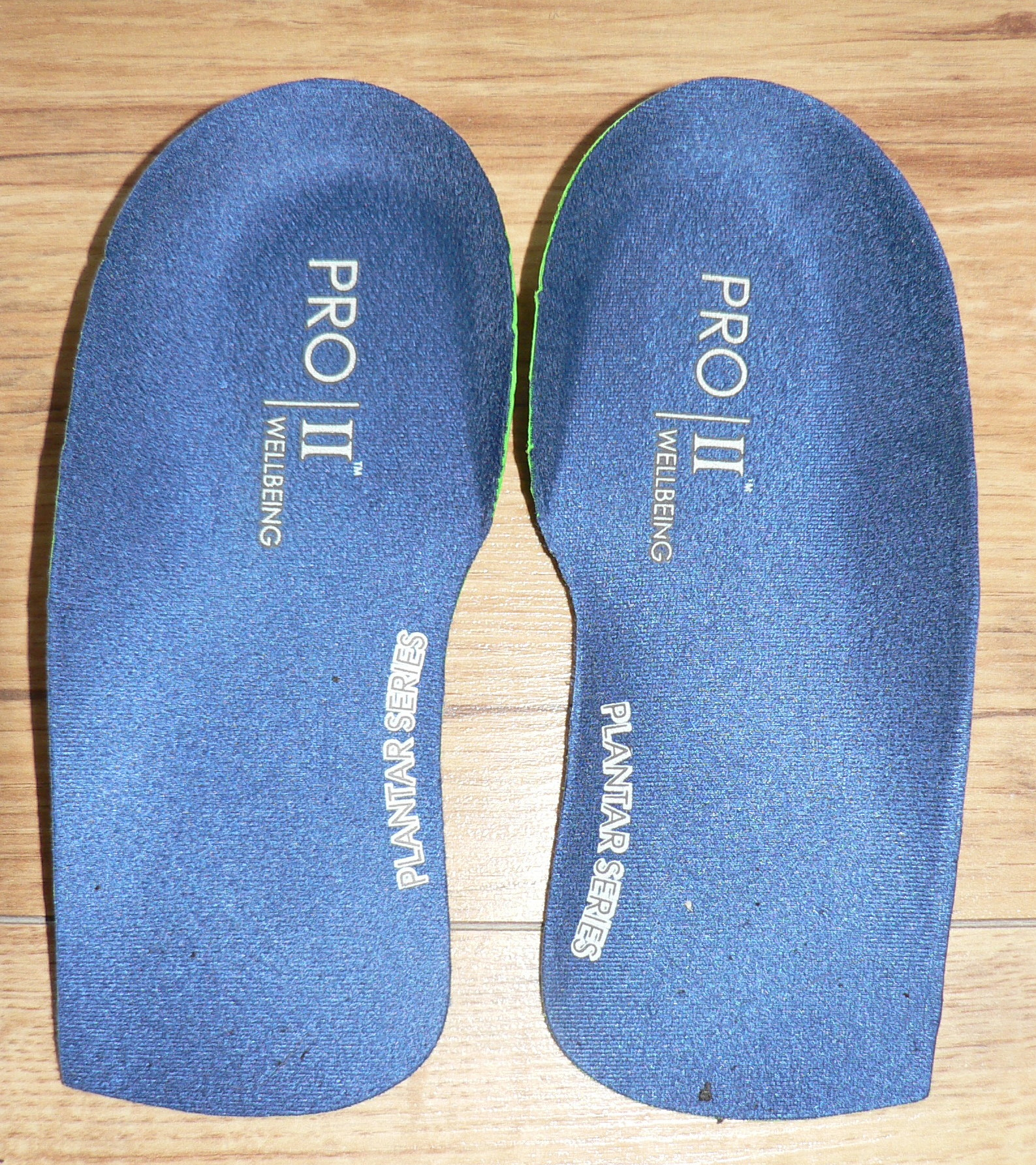
可以試試看添加鞋墊

大約90%的足底筋膜炎病人，接受保守治療六個月內病症會改善，而不論是否接受治療，一年內多能自行好轉。足底筋膜炎有很多可能的治療方式，但大多數並未經過充分研究，所以沒有足夠證據支持及建議這些治療方式。第一線保守治療方式，包含休息、按摩、熱敷或冰敷，小腿後肌肌力訓練（伸展腓腸肌、跟腱和足底筋膜）、過重或肥胖者減重和使用非類固醇性止痛藥（像是阿斯匹靈或布洛芬等）。非類固醇性止痛藥常被用來治療足底筋膜炎，然而其中20%的病人，用藥後他們的疼痛卻不會消失。
當病人的足底筋膜炎疼痛用非手術的保守性治療三個月以上都不見起色時，體外震波會是一個有效的治療方式。統合分析顯示治療後，疼痛可以顯著地持續緩解1年。然而，震波治療的效果仍有爭議存在。不論是否麻醉，皆可進行體外震波，但是研究顯示療效因麻醉而降低。體外震波的併發症鮮少，就算有也很輕微。至今已知的相關併發症包含輕微血腫或瘀青、在施行處出現紅斑或是偏頭痛。
足底筋膜炎患者若對其他保守治療都無效時，有時候會局部注射皮質類固醇。初步證據顯示類固醇注射後的第一個月內，疼痛可能緩解，但在一個月後止痛效果可能並不顯著。
一篇回顧文獻顯示足部裝具可以緩解足底筋膜炎疼痛達12週。另一篇回顧文獻指出客製的腳矯正器，支持的證據並不充足。因此，以客製的腳矯正器治療足底筋膜炎，能否長期減輕疼痛，還需要更多研究證實。矯正器具和特定固定技術被提出說可以減少腳的內轉，因此能減輕足底筋膜負擔，使疼痛舒緩。
另一個治療方法：足底離子導入法，包含在腳局部使用抗發炎物質（像是地塞米松或乙酸）並施以電流，使這些物質可以穿透皮膚。若足底筋膜持續疼痛6個月，有中等等級的證據支持在夜晚使用副木1-3個月能減輕疼痛症狀。這種夜晚副木的設計，目的在使腳踝保持自然位置，因此可在睡覺時被動伸展到小腿肌肉和足底筋膜到隔天早上。

### 手術
保守治療六個月後仍無效時，不得不考慮足底這個最後手段。如今可使用內視鏡以極輕微侵入性的方式施行，但這需要對此技術精熟的醫療專家操作。目前此技術尚僅在部分單位施行。一篇2012年的研究報告接受足底筋膜切開術的病人，約有76%症狀完全消失，且併發症極少（證據等級四）。若在足底筋膜切開術中一併移除跟骨骨刺與未移除骨刺的手術相比，療效沒有比較好。
腳跟痛可能有很多種原因，而在一些特別挑選的病患，進行足底筋膜切開術時一併施行外蹠神經分支的放鬆術。足底筋膜切開術可能的併發症有神經受損、內側縱弓穩定性不佳、跟骨骨折、復原期較長、感染、足底筋膜破裂或疼痛並無改善。對於一直弄不好的足底筋膜炎，近年來提出射頻燒灼術做為替代的手術方法。

### 尚待驗證的治療
肉毒桿菌毒素注射、富含血小板的血漿注射和增生療法等治療方法，至今仍有爭議。
以乾針療法處理足底筋膜炎的可行性仍在研究中。一篇系統綜述認為支持乾針療法效益的證據有限。此綜述納入的研究品質不佳，且方法學上歧異過大，無法統合出一個可靠的結論。

## 流行病學
足底筋膜炎是足底筋膜受傷最常見的類型，也是足跟疼痛最常見的病因，佔80％。這種情況較常發生在女性、新兵、老年運動員、舞者、肥胖者和年輕男性運動員。
終其一生每十個人中預估有一個人會發生足底筋膜炎，最常出現在 40-60 歲間。僅在美國一地，就有超過兩百萬人曾治療過足底筋膜炎。足底筋膜炎在美國的治療費用每年約為 2.84 億美元。

## 外部連結
- . 美國骨外科醫師學會.   [2019-09-21]. （原始内容存档于2014-06-16）.